# 第1方面軍 (日本軍)
第1方面軍（だいいちほうめんぐん）は、1942年（昭和17年）に設置された方面軍。関東軍の指揮下主に満州方面を作戦地域としていたが、1945年（昭和20年）5月30日に大陸命第1338号により関東軍戦闘序列が発令され関東軍隷下となり、終戦時は敦化にあった。正しくは「第一方面軍」。

## 第1方面軍の人事

### 歴代司令官
- 山下奉文中将 1942年（昭和17年）7月1日 - 1944年（昭和19年）9月26日
- 喜多誠一中将 1944年（昭和19年）9月26日 - 終戦

### 歴代参謀長
- 綾部橘樹少将 1942年（昭和17年）7月4日 - 1942年（昭和17年）12月7日
- 四手井綱正少将 1942年（昭和17年）12月7日 - 1944年（昭和19年）10月16日
- 寺垣忠雄少将 1944年（昭和19年）10月26日 - 1945年（昭和20年）4月1日
- 桜井鐐三少将 1945年（昭和20年）4月1日 - 終戦

### 参謀副長
- 坂間訓一少将 1945年（昭和20年）8月9日 - 終戦

### 歴代高級参謀
- 西村敏雄 大佐：1942年（昭和17年）7月1日 - 1943年（昭和18年）10月24日
- 島貫武治 大佐：1943年（昭和18年）10月24日 - 1944年（昭和19年）3月23日
- 池谷半二郎 大佐：1944年（昭和19年）3月23日 - 1944年（昭和19年）12月20日
- 松本博 大佐：1944年（昭和19年）12月20日 - 終戦

### 最終司令部構成
- 司令官：喜多誠一大将
- 参謀長：桜井鐐三少将
- 参謀副長：坂間訓一少将
- 高級参謀：松本博大佐
- 高級副官：中山亮輔大佐
- 兵器部長：小野行守少将
- 経理部長：正木五郎主計少将
- 軍医部長：川島清軍医少将
- 獣医部長：近江小太郎獣医少将
- 法務部長：高田正信法務大佐

## 所属部隊
| - 第2軍：七田一郎中将 - 第71師団：遠山登中将 - 第3軍：内山英太郎中将 - 第9師団：原守中将 - 第12師団：沼田多稼蔵中将 - 第1国境守備隊：佐野虎太少将 - 第7砲兵司令部：影佐禎昭少将 - 第3工兵隊司令部：加藤怜三少将 - 第6野戦輸送司令部：西藤金作少将 - 第5軍：飯村穣中将 - 第11師団：鷹森孝中将 - 第24師団：根本博中将 - 第6独立守備隊：渡辺勝大佐 - 第4国境守備隊：秋草俊少将 - 第12国境守備隊：奈良文吉郎大佐 - 騎兵第3旅団：片岡董少将 - 第8砲兵司令部：細川忠康少将 - 第12野戦防空隊司令部：岡戸文一郎大佐 - 第1工兵隊司令部：八隅錦三郎少将 - 第7野戦輸送司令部：椎橋侃二少将 - 第20軍：本多政材中将 - 第8師団：横山静雄中将 - 第25師団：赤柴八重蔵中将 - 第2国境守備隊：城戸寛爾大佐 - 第3国境守備隊：本繁久大佐 - 第10国境守備隊：宇部四雄大佐 - 第11国境守備隊：有馬純彦大佐 - 第5砲兵司令部：和田孝助中将 - 第1野戦輸送司令部：栗岩尚治少将 - 独立山砲兵第3連隊：高森孝平大佐 - 独立工兵第27連隊：矢野四郎大佐 - 電信第17連隊：松原作治大佐 - 独立輜重兵第55大隊：矢野静一少佐 - 牡丹江第1陸軍病院：三輪不二雄軍医大佐 - 牡丹江第2陸軍病院：神戸守軍医大佐 - 牡丹江第3陸軍病院 - 奉安陸軍病院 - 第28師団：石黒貞蔵中将 | - 第3軍：村上啓作中将 - 羅津要塞：瀬谷啓中将 - 第79師団：太田貞昌中将 - 第112師団：中村次喜蔵中将 - 第127師団：古賀龍太郎中将 - 第128師団：水原義重中将 - 独立混成第132旅団：鬼武五一少将 - 第5軍：清水規矩中将 - 第124師団：椎名正健中将 - 第126師団：野溝弐彦中将 - 第135師団：人見与一中将 - 第15国境守備隊：西脇武大佐 - 第9遊撃隊： - 野戦重砲兵第20連隊：松村精大佐 - 第1工兵隊：佐々木庄助大佐 - 第122師団：赤鹿理中将 - 第134師団：井関仭中将 - 第139師団：富永恭次中将 - 陸軍病院 - 関東第8（牡丹江）：藤本砂喜軍医大佐 - 関東第24（東安）：笹川竹蔵軍医大佐 - 関東第25（林口）：中尾六次軍医大佐 - 関東第60（敦化）：増沢武男軍医中佐 - 関東第69（斐徳）：久奥博雄軍医中佐 - 関東第70（密山） - 関東第72（宝東）：長野一郎軍医中佐 - 関東第75（勃利）：谷村一治軍医中佐 - 関東第76（綏芬河）：上島成人軍医中佐 - 関東第77（二道崗）：原健一軍医少佐 兵站部隊 - 独立工兵第12連隊 - 独立自動車第114大隊 - 電信第17連隊：松原作治大佐（最終位置：敦化） 補給廠 - 第2野戦補充馬廠：高瀬真少佐 - 第16野戦兵器廠 - 第25野戦自動車廠 - 第25野戦貨物廠：河田和夫主計中佐 特務部隊 - 関東軍第2特別警備隊：今井亀次郎大佐（最終位置：牡丹江） - 関東軍第6陸軍拘禁所 - 第1方面軍臨時軍法会議 |